# Локално константна функција
У математици, функција f из тополошког простора A на скупу B се зове локално константна акко за свако a из A постоји сусед U од a, такав да је f константна за U.
Свака константна функција је локално константна.
Свака локално константна функција која пресликава реалне бројеве  у реалне бројеве R је константна. Али, функција f која пресликава рационалне бројеве  у реалне бројеве R, дефинисана као f(x) = 0 за x < π, и = 1 за x > π је локално константна (овде користимо чињеницу да је π ирационалан број и да су, зато, оба скупа {∈ :  < π} и {∈ :  > π} отворена на Q).